# Laajasalo

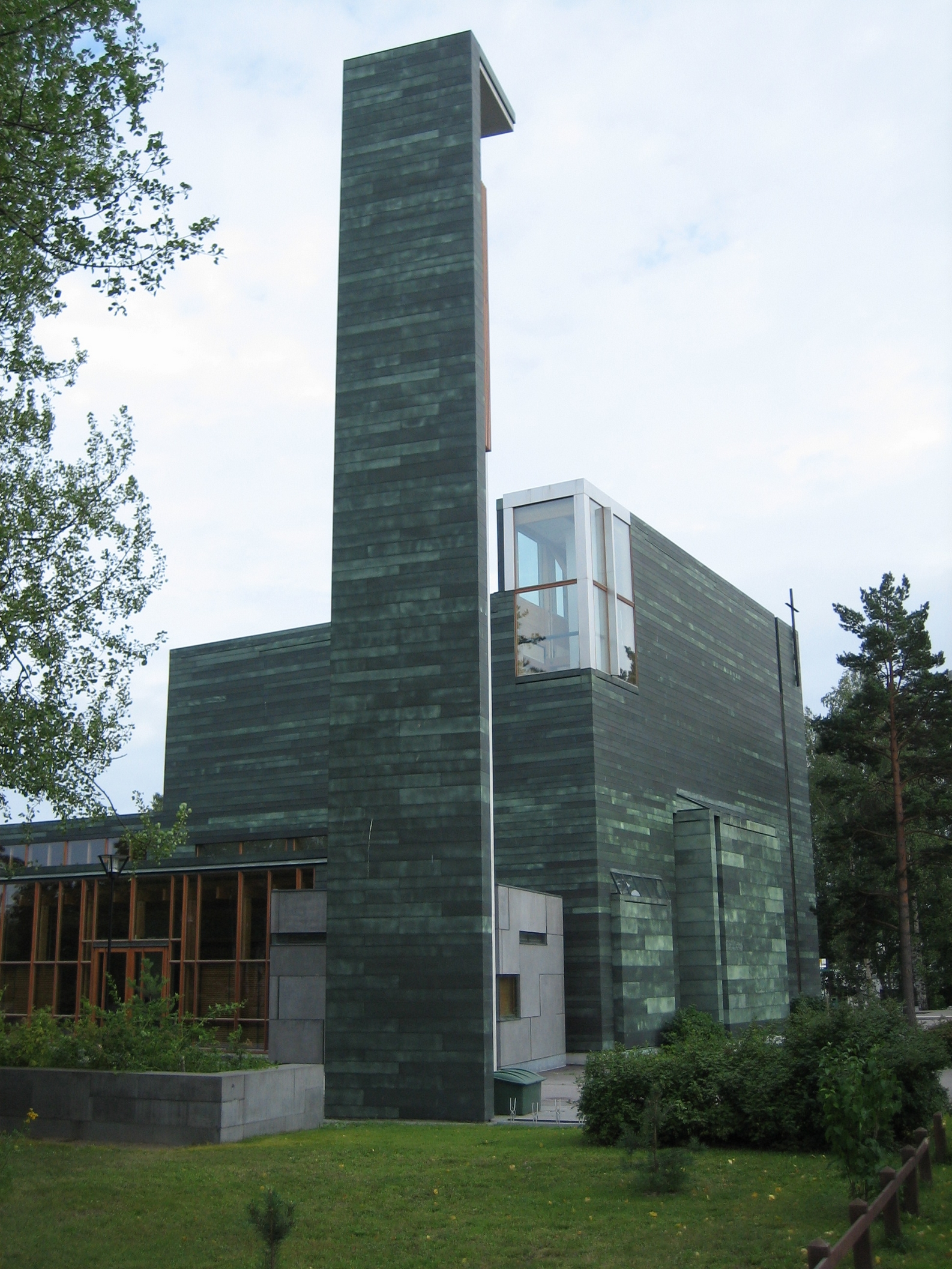
Chiesa a Laajasalo.

Laajasalo (in svedese Degerö) è un gruppo di isole che formano un quartiere della parte meridionale di Helsinki, la capitale della Finlandia. Nel 2005, il quartiere contava una popolazione di 16.486 persone.